# Костянтин I Асен
Костянтин I Тих Асен (болг. Константин I Тих Асен) — болгарський цар у 1257—1277 роках.
Син боярина Тиха із Скоп'є та дочки сербського жупана Стефана Немані. Був запрошений боярами на царство. Для легітимізації правління одружився із онукою Івана Асена II Іриною Ласкаріною і почав йменуватися Костянтином I Тихом Асенем.

## Походження
Костянтин народився в родині боярина Тиха із Скоп'є та його дружини, дочки великого жупана Рашки Стефана Немані. Її ім'я не збереглося, так само як і дата народження Костянтина.

## Правління
1257 року Костянтина було запрошено на царство боярами Болгарії замість попередника Міцо Асена. Міцо став царем, одружившись з дочкою Івана Асена II, але втримати владу не зміг. Після непопулярного прийняття ним рішення про підняття податків та подовження військових дій, почав зріти заколот. Дізнавшись про це, Міцо переселився до Преслава, зберігаючи титул царя та владу над східною частиною Болгарії. Костянтин почав царювати у Тирново. Від 1259 по 1261 він вів військові дії проти угорського короля Бели IV.

## Шлюби і нащадки
Костянтин І був тричі одружений. Ім'я та походження його першої дружини невідоме. У староруських літописах є припущення, що його першою дружиною могла бути дочка Ростислава Михайловича та Анни Угорської. 

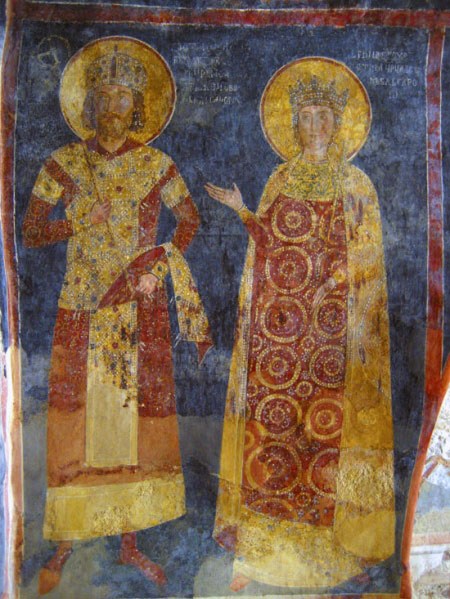
Костянтин I та Ірина Ласкаріна

Її ім'я літописці не знали, але згадували, що до цього вона була дружиною ще одного болгарського царя — Михайла І Асена. Сучасні російські джерела стверджують, що неназвана четверта дочка Ростислава — це князівна Єлизавета (Анна), яка дійсно була одружена із Михайлом І Асенем, та згодом вийшла заміж за попередника Костянтина — Коломана II Асена, а після його загибелі — за Моіша II Дарої, палатина Угорщини. Болгарські ж джерела висувають припущення про те, що Анна була дружиною Михайла I та Коломана II, а після цього була пошлюблена із чеським королем Пржемислом Оттокаром II. Хоча зазвичай дружиною Пржемисла Оттокара вважається сестра Анни — Кунігунда.
Коли Костянтина було обрано на царство, із першою дружиною він розлучився і зробив пропозицію нікейській царівні Ірині Ласкаріні, яка доводилася онукою Івану Асену II. Пропозицію було прийнято і у 1257 або 1258 році відбулося весілля. Із Іриною Костянтин прожив десять років. Від першого або другого шлюбу він мав доньку, яка згодом стала дружиною Смілеця, царя Болгарії у 1292—1298.
Втретє він одружився після смерті Ірини Ласкаріни у 1269 році. Його обраницею стала небога візантійського імператора Михайла VIII Палеолога Марія Кантакузина. Від цього шлюбу був народжений єдиний син:
- Михайло II Асен

Михайлові II довелося царювати Болгарією у 1277—1279 роках, та його правління було виключно номінальним. Настільки, що його ім'я дуже рідко згадують у переліку царів Болгарії.